# 歐洲中央銀行體系
歐洲中央銀行體系或歐洲中央銀行制度，是由歐洲中央銀行和20個歐元區成員國和7個歐盟非歐元區成員國的中央銀行所組成（共27國）。

## 功能
由於並非所有歐盟成員國都使用歐元，因此歐洲中央銀行體系，不能作為歐元區的貨幣管理單位。因此，歐元體系（不包含未使用歐元國家的中央銀行）成為實際負責監督管理權責的單位。根據歐洲共同體合約，以及歐洲中央銀行體系和歐洲中央銀行的章程，歐元體系的首要目標是維持物價穩定。在不影響此目標的情況下，歐元體系應支持共同體的經濟政策，並根據開放市場經濟的原則執行。
歐元體系應執行的基本任務有：
- 制定並實施歐元區的貨幣政策。
- 管理外匯業務。
- 持有並管理成員國的官方外匯存底。
- 促進支付系統（Payment system）的流動。

此外，歐元體系有助於主管當局順利執行謹慎監督信貸機構及穩定金融體系的政策。歐洲中央銀行在其權限範圍內，可作為歐共體和各國當局的諮詢角色，特別是立法問題。最後，為了執行歐洲中央銀行體系，歐洲中央銀行在各國央行的協助之下，需向國家當局或直接向經濟行為人（Economic agent）收集必要的統計資訊。

## 組織架構
歐元體系的決策組織包括管理委員會（Governing Council）、執行理事會（Executive Board）及一般委員會（General Council）。決策過程由歐洲央行的決策單位——管理委員會以及執行理事會——實行。但因並非所有成員國都採用歐元，因此設有第三決策單位總理事會。未參加歐元區的歐洲央行體系成員國享有特殊地位－這些國家的央行可各自制定貨幣政策，但無法參與歐元區貨幣政策的決策及執行。
管理委員會由執行理事會全體成員及採用歐元的各成員國央行總裁所組成，其主要職責有：
- 通過必要的指導方針並採取決策，將任務執行委託給歐元體系。
- 制定歐元區的貨幣政策，包括貨幣目標、基本利率和歐元體系的準備金供應。
- 建立執行時必要的指導方針。

執行理事會由歐洲央行總裁、副總裁和四位在貨幣或銀行事務有一定地位和專業經歷的人士所組成。這四位人士是由歐洲議會與歐洲央行管理委員會共同協商後，由歐盟理事會推薦，再由各成員國的國家或政府首腦一致通過後產生。執行理事會的主要職責有：
- 根據歐洲央行管理委員會的指導方針和決策執行貨幣政策，並給各國央行必要的指示。
- 執行歐洲央行管理委員會所授與的權力。

總理事會由總裁、副總裁和27個成員國央行總裁所組成。總理事會執行歐洲央行自歐洲貨幣管理局所接收的任務。由於仍有成員國未加入歐元區，因此總理事會也有執行歐盟經濟暨貨幣聯盟第三階段的任務。總理事會也提供：
- 歐洲央行的諮詢功能。
- 收集統計資料。
- 準備歐洲央行年度報告。
- 建立各國央行運作報告及會計標準化的必要規定。
- 除了已在條約中規定的，還採取關於建立一套資本認購標準的措施。
- 有關歐洲央行職員的雇用條件。
- 歐元區與非歐元區間的貨幣匯率修復的必要準備工作。

歐元體系是獨立的。當在執行與歐元體系相關的任務時，歐洲央行、各國央行或決策單位的成員不得聽取任何外部機構的任何指示。歐共體所屬機構、單位和各會員國 政府不能試圖影響歐洲央行或各國央行的決策單位去執行任務。歐洲中央銀行體系的章程對於執行理事會和各國央行總裁任期作出以下規定：
- 各國央行總裁的任期不能低於五年，可連任。
- 執行理事會委員的任期不能低於八年，且不得連任。（除主席以外的執行理事會成員任期錯開以確保延續性）
- 若是不適任或是嚴重失職責必須解職。在這方面，歐洲法院有法定資格去處理紛爭。

歐洲央行的資本額約50億歐元。各國央行為歐洲央行資產唯一的認購人及持有人。資本認購是依照歐共體成員的國內生產總值與人口比例分攤。到目前為止，已付清的金額只有40億歐元。歐元區的各國央行已付清各自的認購部分。非歐元區的央行只支付了5%，作為歐洲央行的營運費用。因此，歐洲央行最初資本只有40億歐元。當希臘在2001年1月1日進入了經濟與貨幣聯盟（EMU）的第三階段時，希臘銀行付清了它剩餘的95%認購資金。
此外，歐元區各成員國央行捐贈給歐洲央行的外匯存底資產約400億歐元。捐贈金額依照各國央行認購歐洲央行資本的比例來分配。而歐洲央行則將各國央行的捐贈視為等值歐元的融資。捐贈的15%是黃金，其餘是美元和日圓。

## 成員

### 歐元區
- 歐洲中央銀行  （页面存档备份，存于）
  -  奥地利：奧地利國家銀行 
  -  比利时：比利時國家銀行 （页面存档备份，存于）
  -  ：克羅地亞國家銀行  （页面存档备份，存于）
  -  賽普勒斯：塞浦路斯中央银行 
  -  爱沙尼亚：爱沙尼亚银行 
  -  芬兰： 芬蘭銀行  （页面存档备份，存于）
  -  法國：法蘭西銀行  （页面存档备份，存于）
  -  德国：德意志联邦银行  （页面存档备份，存于）
  -  希腊：希臘銀行  （页面存档备份，存于）
  -  爱尔兰：愛爾蘭中央銀行  （页面存档备份，存于）
  -  義大利：義大利銀行 
  -  拉脫維亞：拉脫維亞國家銀行  （页面存档备份，存于）
  -  立陶宛：立陶宛銀行  （页面存档备份，存于）
  -  盧森堡：卢森堡中央银行  （页面存档备份，存于）
  -  馬爾他：马耳他中央银行 
  -  荷蘭： 荷蘭中央銀行  （页面存档备份，存于）
  -  葡萄牙：葡萄牙銀行  （页面存档备份，存于）
  -  斯洛伐克： 斯洛伐克國家銀行  （页面存档备份，存于）
  -  斯洛維尼亞： 斯洛維尼亞銀行  （页面存档备份，存于）
  -  西班牙：西班牙銀行  （页面存档备份，存于）

### 非歐元區
- 保加利亚：保加利亞國家銀行  （页面存档备份，存于）
- 捷克：捷克國家銀行  （页面存档备份，存于）
- 丹麦：丹麥國家銀行  （页面存档备份，存于）
- 匈牙利：匈牙利國家銀行  Portuguese Web Archive的存檔，存档日期2014-11-25
- 波蘭：波蘭國家銀行  （页面存档备份，存于）
- 羅馬尼亞：羅馬尼亞國家銀行  （页面存档备份，存于）
- 瑞典：瑞典國家銀行  （页面存档备份，存于）

## 外部連結
- 歐洲中央銀行 （页面存档备份，存于）
- 歐洲中央銀行體系章程 （页面存档备份，存于）